# Kangalapura, Dod Ballapur
Kangalapura là một làng thuộc tehsil Dod Ballapur, huyện Bangalore Rural, bang Karnataka, Ấn Độ.